# Фернандес Пардо, Матиас
Мати́ас Ферна́ндес Па́рдо (фр. Matias Fernandez Pardo; род. 3 февраля 2005, Брюссель, Бельгия) — бельгийский футболист, нападающий клуба «Лилль».

## Клубная карьера
Фернандес — воспитанник клубов Лилль и «Гент». 9 марта 2023 года в поединке Лиги конференций против турецкого «Истанбул Башакшехир» Матиас дебютировал за основной состав последних. 2 апреля в матче против «Серена» он дебютировал в Жюпиле лиге. 